# Kozy
Kozy (niem. Seiffersdorf, Seibersdorf; wil. Zajwyśdiüf) – wieś w Polsce, położona w województwie śląskim, w powiecie bielskim, w gminie Kozy. Siedziba gminy o tej samej nazwie. Pomimo administracyjnej przynależności miejscowości do woj. śląskiego od 1999 r., Kozy kulturowo, historycznie i geograficznie są częścią Małopolski.
Kozy były w 2020 r. największą pod względem liczby ludności wsią Polski: licząc 12 881 mieszkańców, co przy powierzchni 26,9 km² daje gęstość zaludnienia równą 484,2 osób na kilometr kwadratowy. Dla porównania, Opatowiec – najmniejsze pod względem liczby ludności miasto Polski w 2020 r. – miało 338 mieszkańców.

## Położenie
Miejscowość położona jest nad potokami Czerwonką, Kozówką, Pisarzówką i Leśniówką, na Pogórzu Śląskim i północnych stokach Beskidu Małego, przy drodze z Bielska-Białej do Krakowa. Na zachodzie sąsiaduje z Bielskiem-Białą, na północy z Pisarzowicami, na północnym wschodzie z Kętami, na wschodzie z Bujakowem, na południu z Międzybrodziem Bialskim i Wilkowicami.
Najwyższym punktem są Groniczki – mają wysokość 833 m n.p.m. Nad Kozami góruje 35-metrowy krzyż milenijny, stojący na szczycie Chrobaczej Łąki (828 m n.p.m.), poświęcony przez ks. bpa Tadeusza Rakoczego w 2001 roku.
Kozy mają połączenie komunikacyjne z Bielskiem-Białą (autobusy PKS, kolej). We wsi znajduje się stacja kolejowa Kozy oraz przystanek Kozy Zagroda na linii kolejowej nr 117. Miejscowość nie jest obsługiwana przez autobusy bielskiego MZK, jednak do granicy Bielska z Kozami kursuje linia nr 6 (przystanek Lipnik Granica) oraz linia nr 31. Przez wieś przebiega droga krajowa nr 52.

## Integralne części wsi
| SIMC    | Nazwa             | Rodzaj    |
| ------- | ----------------- | --------- |
| 0058034 | Bagrówka          | część wsi |
| 0058175 | Centrum           | część wsi |
| 0058040 | Dolna Wieś        | część wsi |
| 1001042 | Folwark           | część wsi |
| 0058070 | Gaje              | część wsi |
| 0058086 | Górna Wieś        | część wsi |
| 0058092 | Kamienna Łąka     | część wsi |
| 0058117 | Krzemionki        | część wsi |
| 0058100 | Mała Kępa         | część wsi |
| 0058123 | Małe Kozy         | część wsi |
| 0058130 | Osiedle Północ    | część wsi |
| 1000261 | Pasieki           | część wsi |
| 0058057 | Pod Kamieniołomem | część wsi |
| 0058152 | Stary Dwór        | część wsi |
| 1000700 | Wróblowice        | część wsi |
| 0058181 | Zagroda           | część wsi |

## Nazwa
W przeszłości istniały dwie osobne miejscowości, Kozy Górne i Kozy Dolne, które po scaleniu nazywały się Dwie Kozy. O ile z czasem uległo to uproszczeniu na Kozy, to dwie kozy do dziś widnieją w herbie miejscowości.
W latach 1941–1945 wieś miała niemiecką nazwę Kosy.

## Historia
Historycznie miejscowość jest częścią księstwa oświęcimskiego. Po raz pierwszy wzmiankowana po łacinie w spisie świętopietrza parafii dekanatu Oświęcim diecezji krakowskiej z 1326 pod dwiema nazwami Duabuscapris seu [lub] Siffridivilla. Podwójna nazwa sugeruje mieszane osadnictwo, jako że krótko wcześniej w Bielsku i okolicy powstała niemiecka wyspa językowa. Pierwsza nazwa w formie łacińskiej została dość szybko zastąpiona polską nazwą Dwie Kozy, a druga niemiecką nazwą Seyfridsdorf (pierwsza wzmianka w 1413). W dokumencie sprzedaży księstwa oświęcimskiego Koronie Polskiej przez Jana IV oświęcimskiego wystawionym 21 lutego 1457 miejscowość wymieniona została jako Dwe Kozy. Nazwę miejscowości w zlatynizowanej staropolskiej formie Dwye Kozy wymienia w latach 1470–1480 Jan Długosz w księdze Liber beneficiorum dioecesis Cracoviensis, a jako jej (Dwyekozy) właściciela podaje kasztelana oświęcimskiego Mikołaja Słopa z Dębowca (Dambowicza) herbu Kornicz (ur. ok. 1400 - zm. po 18 października 1475). Panami Kóz tytułowali się następnie jego potomni: syn Melchior, wnuk Baltazar i prawnuk Jan, w latach 1534–1550 żupan orawski i władca Zamku Orawskiego.
W 1564 roku wraz z całym księstwem oświęcimskim i zatorskim tereny te znajdowały się w granicach Korony Królestwa Polskiego w województwie krakowskim w powiecie śląskim. Po unii lubelskiej w 1569 księstwo Oświęcimia i Zatora stało się częścią Rzeczypospolitej Obojga Narodów, w granicach której pozostawało do I rozbioru Polski w 1772. Wymieniona jest w dwóch dokumentach służących administracji do ściągania podatków: oblaty taryfy łanowej z 1673 oraz taryfy podatkowej Rzeczypospolitej z 1772 roku. Podczas XVI wieku wieś należała do Saszowskich herbu Saszor.
W 1559 roku właściciele wsi Russoccy zamienili miejscowy kościół na zbór kalwiński i Kozy stały się lokalnym centrum kalwinizmu. w 1658 roku kościół katolicki odzyskał świątynię, ale część mieszkańców pozostała wierna kalwinizmowi. Z inwentarza parafialnego wynika, że kalwini wydaleni zostali z miejscowości w 1659 przez Stanisława z Nagłowic. W 1668 roku sejm skazał kilku chłopów na karę śmierci za zatarg z plebanem katolickim. Początkowo chronili ich dziedzice Russoccy, ale po ich konwersji na katolicyzm koło 1700 roku posługę duszpasterską pełnili dla nich pastorzy z Wiatowic w Małopolsce. Około 1760 nowi właściciele wsi rozpoczęli silne prześladowania miejscowych ewangelików. W odpowiedzi w 1770 ponad 300 ewangelików mieszkańców wsi Kozy uciekło do Prus i tam założyło miejscowość Hołdunów, która zachowywała później niemiecki charakter etniczny. Tym samym przyspieszyło to proces polonizacji i dobiegła końca 200 letnia historia ewangelików w Kozach.
Po rozbiorach Polski miejscowość znalazła się w zaborze austriackim i leżała w granicach Austrii, wchodząc w skład Królestwa Galicji i Lodomerii. Według austriackiego spisu ludności z 1900 w 411 budynkach na obszarze 2103 hektarów (gmina i „Gutsgebiete”) mieszkały 3853 osoby, co dawało gęstość zaludnienia równą 183,2 osób na km², z czego 3801 (98,7%) mieszkańców było katolikami, 40 (1%) żydami, a 12 innej religii lub wyznania. 3837 (99,6%) osób było polskojęzycznych, 10 niemieckojęzycznych, a 1 osoba posługiwała się innym językiem.
W gminie istnieje przedszkole i trzy szkoły podstawowe. W 1993 roku utworzono w Kozach liceum ogólnokształcące, które ma swoją siedzibę w dobudowanym skrzydle szkoły podstawowej. Liceum prowadzi profile nauczania: matematyczno-informatyczny, społeczno-menedżerski (od 2010 r.) i biologiczno-chemiczny. Od września 1999 rozpoczęło działalność gimnazjum. W sierpniu 2002 roku oddano do użytku obiekt gimnazjum, który ma swoją siedzibę w dobudowanej części Szkoły Podstawowej nr 2 przy ul. Szkolnej 20.
W 1998 roku gmina Kozy wzbogaciła się o wielofunkcyjny obiekt sportowy – Centrum Sportowo-Widowiskowe, wyposażone w halę z boiskiem do gier, sale gimnastyczne, siłownię, gabinet rehabilitacyjny oraz kawiarnię. W kwietniu 2001 roku został oddany do użytku kryty basen.
Centrum działań kulturalnych w gminie Kozy jest dom kultury, dysponujący salą widowiskową, salami wykładowymi i galerią sztuki. Dom kultury skupia uzdolnioną artystycznie młodzież w kilku kołach zainteresowań. Ponadto jest on siedzibą licznych organizacji i stowarzyszeń.
Tradycje Młodzieżowej Orkiestry Dętej sięgają siedemdziesięciu lat wstecz, jednak obecny kształt uzyskała ona w 1992 roku. Ponad pięćdziesięciu młodych muzyków, prowadzonych przez czterech instruktorów, wykonuje każdy rodzaj muzyki. Orkiestra poza krajem występowała już między innymi w Niemczech, Czechach, na Słowacji i Węgrzech.

## Zabytki
- stanowisko archeologiczne w miejscu, gdzie stał stary zamek z XIV wieku (dawna siedziba rycerzy księcia oświęcimskiego)
- kapliczka św. Jana Nepomucena (ok. 1775)
- w centrum wsi neoklasycystyczny pałac Czeczów, pochodzący z XVIII wieku, z zespołem parkowym i zabudowaniami dworskimi
- kościół neoromańsko-neogotycki z początku XX wieku
- w parku dworskim jeden z najstarszych platanów w Polsce. To ponad 200-letnie drzewo zdobyło tytuł „Europejskiego Drzewa Roku” w zorganizowanym przez Klub Gaja konkursie ekologicznym w 2012 roku.
- neobarokowa willa podmiejska z końca XIX wieku (obecnie mieści Laboratorium Fotowoltaiczne Instytutu Metalurgii i Inżynierii Materiałowej PAN w Krakowie)

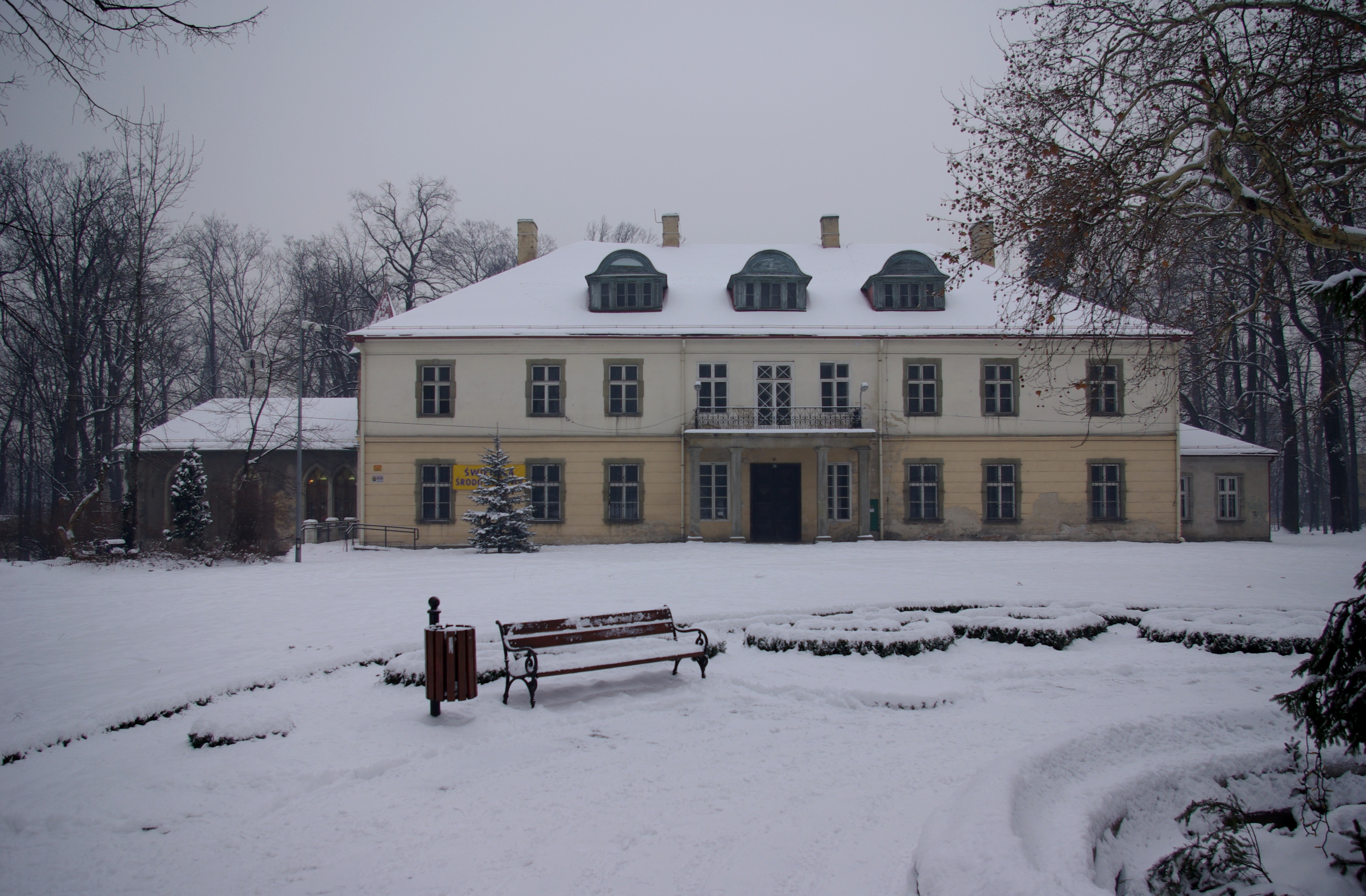
Pałac
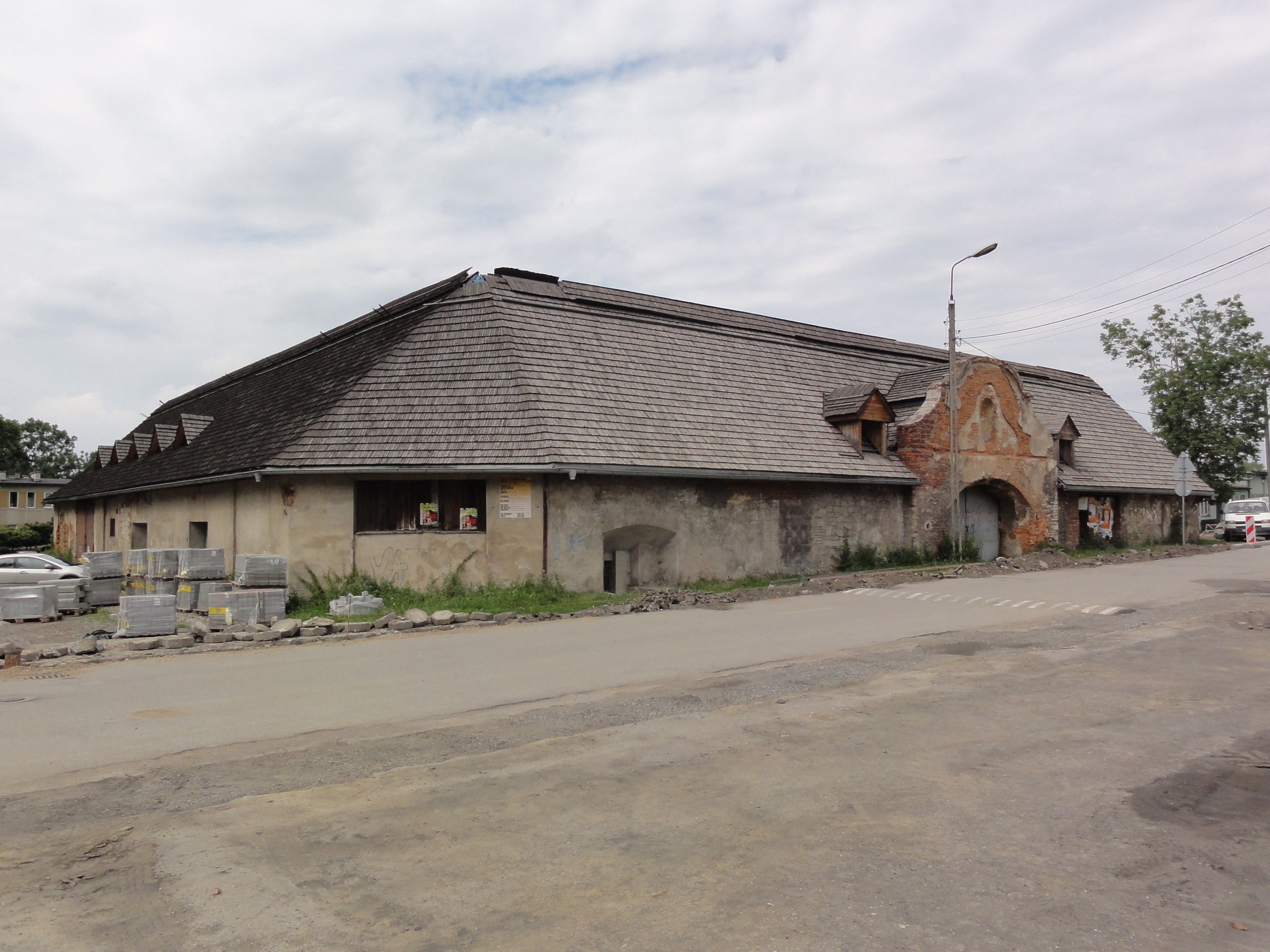
Owczarnia
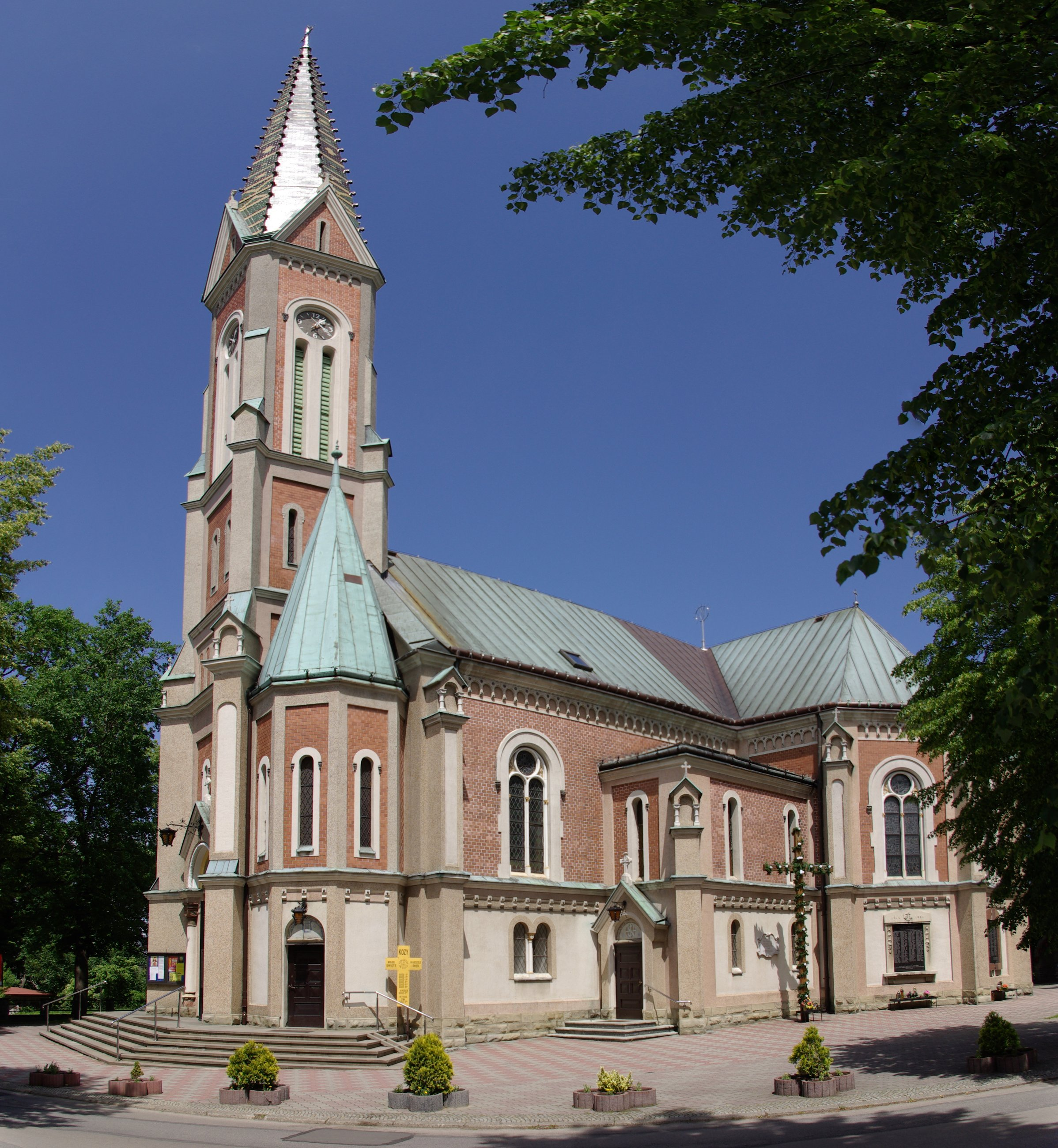
Kościół Świętych Apostołów Szymona i Judy Tadeusza
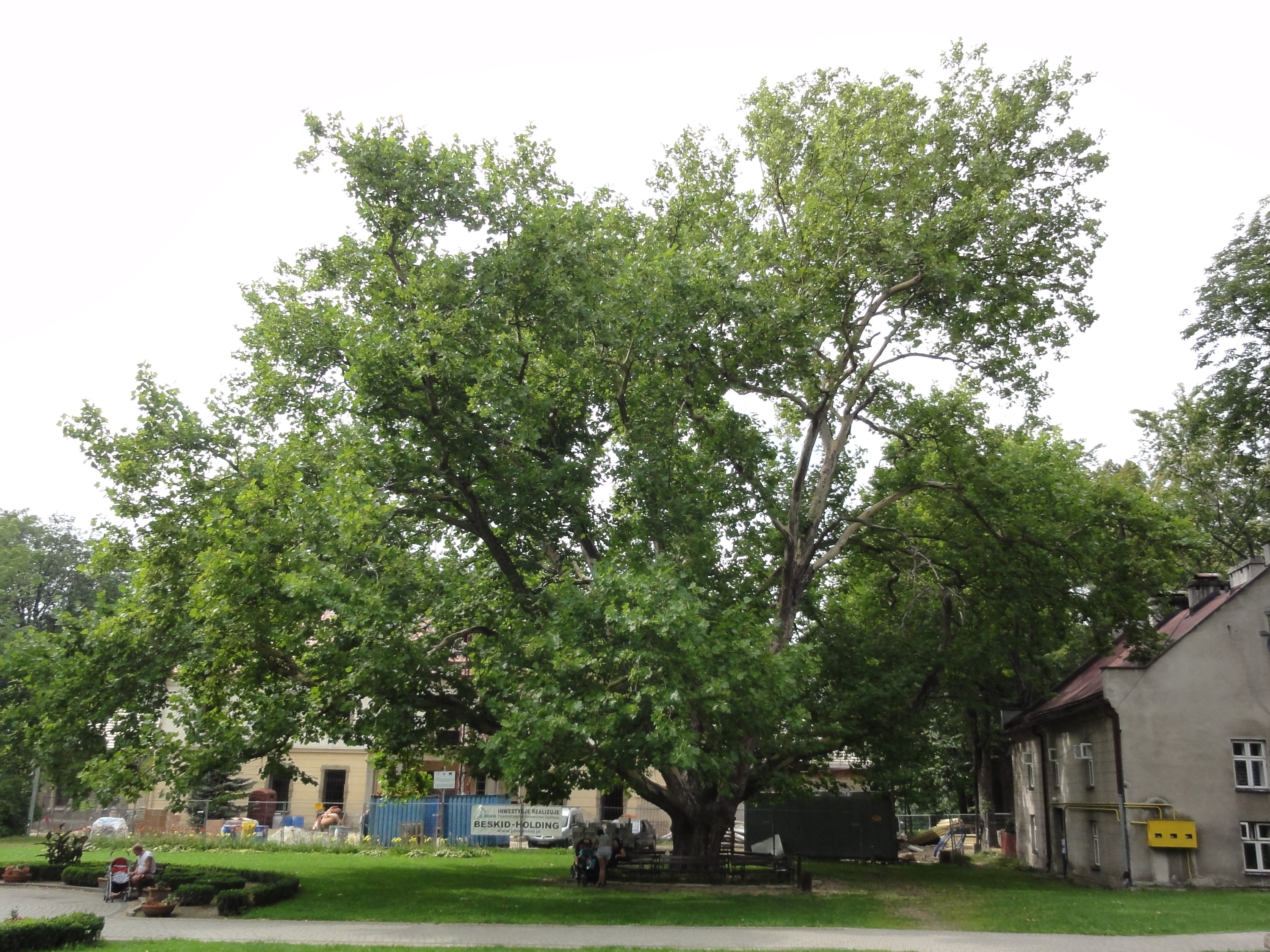
Pomnikowy platan

## Szlaki turystyczne
Przez teren Kóz przebiegają trzy górskie szlaki turystyczne.
- z przystanku MZK „Lipnik Granica” na Przełęcz u Panienki – 1,15 h
- z dworca PKP do Porąbki Zapory – 3 h
- z dworca PKP na Chrobaczą Łąkę – 2,15 h

Ponadto istnieje Szlak Papieski, z kościoła św. ap. Szymona i Judy Tadeusza do kościoła w bielskiej Straconce, biegnący trasą jednej z wypraw księdza Karola Wojtyły (5,2 h).

## Wspólnoty wyznaniowe
- Kościół rzymskokatolicki:
  - parafia Najświętszej Rodziny[18]

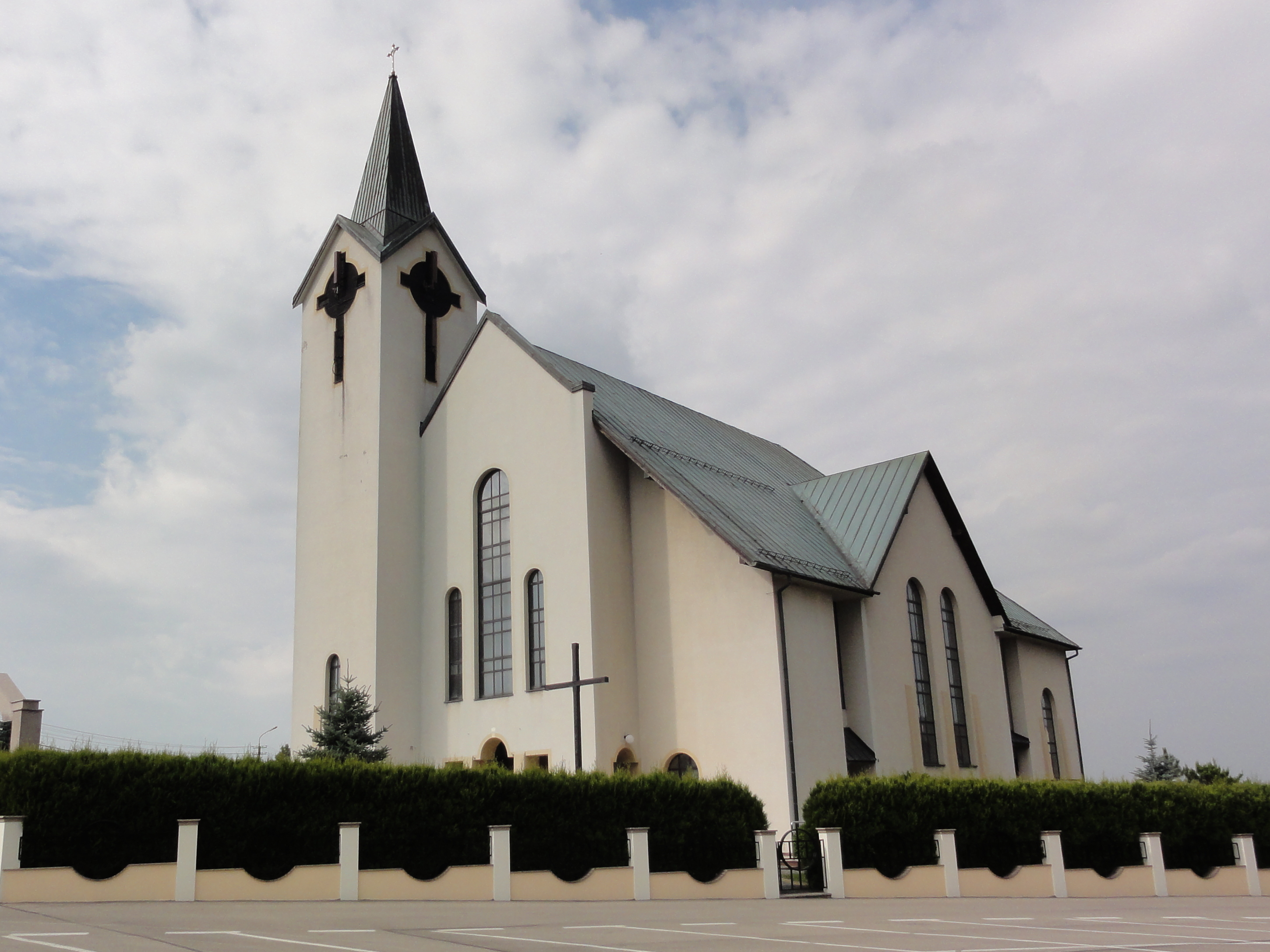
Kościół rzymskokatolicki Najświętszej Rodziny

  - parafia Świętych Apostołów Szymona i Judy[18]
  - parafia Zesłania Ducha Świętego[18]
- Zrzeszenie Wolnych Badaczy Pisma Świętego:
  - zbór Kozy Dolne[19]
  - zbór Kozy Górne[19][20]

## Osoby związane z miejscowością
W Kozach urodził się aktor Henryk Talar oraz polski biegacz narciarski i trener Edward Budny.
W parafii pw. Świętych Szymona i Judy Tadeusza w Kozach przez sześć lat, do 1956 roku, wikarym był Franciszek Macharski, późniejszy kardynał.

## Partnerska gmina
- Mošovce ( Słowacja)